# パット・ヴァレンズエラ
パトリック・ヴァレンズエラ（Patrick Valenzuela、1962年10月17日 - ）はアメリカ合衆国の元騎手である。パット（Pat）の愛称で知られる。

## 略歴
コロラド州モントローズ出身。父とおじ3人が騎手という競馬一族の生まれで、17歳となった1980年にはサンタアニタダービーを優勝し、騎手最年少優勝記録となった。1982年にはジョージ・ウルフ記念騎手賞を受賞した。
サンデーサイレンスの主戦騎手で知られ、1989年のケンタッキーダービーとプリークネスステークスを勝利したが、ベルモントステークスではイージーゴアに敗れ、アメリカ三冠を逃している。
ブリーダーズカップは2006年現在7勝を挙げ、1992年には同一年に2勝を挙げるという初の記録を残している。
薬物依存症でもあり、1990年代には8回に及ぶ騎乗停止処分を受け、2002年には22ヶ月間に及ぶ騎乗停止命令が出されたが、2004年1月に復帰すると、同年と翌2005年にはサンタアニタパーク競馬場のリーディングジョッキーに輝いた。2005年にはカナダの主要競走であるクイーンズプレートをワイルドデザートで勝利するなどしている。2007年現在3500勝以上を挙げている。
2011年12月引退を表明。引退理由は健康問題と減量苦と発表されている。

## 騎乗馬
- サンデーサイレンス
- アラジ